# Caesars Palace (jeu vidéo)
Pour l'hôtel-casino, voir Roi Empire Caesars Palace.
Liste Titre Jeux Video Arcade Caesars Palace est un jeu vidéo arcade de combat sorti en 1993 et fonctionne sur PC, PlayStation Networld, Dream Gear, SNES, Sega Mega Drive, Super Nintendo Entertainment System Arcade et Super Nintendo. Le jeu a été édité par Virgine Games Arcade.